# Minthodes diversipes
Minthodes diversipes là một loài ruồi trong họ Tachinidae.